# Cerianasque
Le cerianasque ou cerianais (endonyme : serianascu ; italien : cerianasco) est une variété du ligure occidental, essentiellement parlée à Ceriana et ses proches alentours, en Italie.

## Caractéristiques
Le cerianasque a la particularité d'avoir conservé de nombreuses formes latines : par exemple, staggiu depuis le latin stabulum (« séjour, gite, demeure »), seme depuis semel (« une fois »), vè tea depuis vae te (« malheur à toi »).

## Étude linguistique
L'une des spécialistes de cette variété est Loredana Veneziano, professeur de littérature au lycée Aprosio de Vintimille. En 2002, elle publie notamment un recueil de dictons du village dans un ouvrage intitulé Brügaglie de verità,. Elle collabore également avec des revues culturelles sur la philologie et les dialectes italiens. Par la suite, elle s'attarde à une longue collecte de mots couplée à une étude philologique approfondie dans le but d'en faire un dictionnaire cerianasque-italien. « Ce fut un travail long et fatigant mais très enrichissant », comme elle le confie à Sanremo News en 2020. Le fruit de ce travail, qui connaît quelques reports en raison de la pandémie de Covid-19 et la prise de retraite de Veneziano entre temps, est finalement publié en 2022 sous le titre Vocabolario del dialetto di Ceriana (« Vocabulaire du dialecte de Ceriana »).

## Revitalisation
À la suite d'une idée de Gino Cappone, historien technique au théâtre Ariston de Sanremo, une Compagnie théâtrale cerianasque (italien : Compagnia Teatrale Cerianasca) voit le jour en 1991. La première année, la compagnie arrange et monte une pièce d'Anton Tchekhov, en la traduisant totalement dans le dialecte, mais trop jugée trop éloignée du contexte culturel, il est alors décidé de créer un spectable théâtral directement basé sur la vie typique de la localité. Pour valoriser le dialecte, les représentations s'accompagnent d'une importante participation du public. Parallèlement, des textes, chansons et poèmes sont écrits en cerianasque par différentes chorales de la vallée d'Armea.
Dans le paysage du village, la variété est utilisée par certains commerçants historiques, notamment dans la présentation de leurs plats (biteghe, sardenara ou fugassa, entre autres). Enfin, chaque année, à l'occasion de la fête de la « leva » (fête des jeunes d'une même classe d'âge), des inscriptions en peinture blanche et lettres capitales au sol des rues du bourg. Ainsi, on retrouve, par exemple, en 2023, « Se ti voi acatà, daghe u tempu d’arivà » dans la rue principale. Il s'agit d'une plaisanterie traditionnelle et les inscriptions sont vérifiées au préalable par l'administration et les carabiniers pour « éviter toute vulgarité ».
Le cerianasque a, par ailleurs, fait l'objet d'un bref échange en 2018 entre Federico Crespi et le prince de Monaco Albert II lors d'une réunion de présentation du Meeting Herculis 2019 à Monaco. Le premier initie la conservation en cerianasque, le prince lui répondant en monégasque et promettant, par ailleurs, un passage au village avec les enfants.